# Alessandro Speranza
Alessandro Sebastiano Speranza (Lauro, 24 aprile 1724 – Napoli, 17 novembre 1797) è stato un compositore e insegnante italiano.
Proveniente da una famiglia borghese, studiò presso il Conservatorio di Santa Maria di Loreto di Napoli, diventando così allievo di Francesco Durante. Dopo aver terminato gli studi, Speranza decise di intraprendere la carriera ecclesiastica e quindi di diventare sacerdote.
Fu un eccellente insegnante di canto e composizione. Ebbe numerosissimi allievi, tra i quali Nicola Antonio Zingarelli. Scrisse esclusivamente musica sacra, principalmente per i frati Francescani di San Luigi di Palazzo e per altre chiese. Dotato di una notevole conoscenza in campo musicale, era solito chiedere ai suoi studenti di comporre 30 arrangiamenti su un'aria, variando chiave e tempo per ogni arrangiamento; con questo tipo di allenamento permetteva ai suoi allievi di acquisire una certa abilità.
Oltre all'attività pedagogistica, prestò servizio come maestro di cappella per varie chiese napoletane.